# Peter Paschen
Peter Paschen (* 4. Januar 1935 in Goslar, Niedersachsen; † 29. Januar 2013) war ein deutsch-österreichischer Metallurg und Hochschullehrer. Von 1995 bis 1999 war er Rektor der Montanuniversität Leoben.

## Leben
Nach dem Abitur am Neusprachlichen Gymnasium in Neuss studierte Paschen von 1955 bis 1957 Hüttenkunde an der Montanuniversität Leoben und von 1958 bis 1960 an der RWTH Aachen. 1956 wurde er Mitglied des Corps Erz. Seit 1960 Diplom-Ingenieur, wurde er 1965 zum Dr. mont. promoviert. Nachdem er sich 1973 habilitiert hatte, war er Lehrbeauftragter an der TH Hannover, der TU Delft (1976) und der RWTH Aachen (1980). 1984 folgte er dem Ruf der Montanuniversität Leoben auf den Lehrstuhl für Nichteisenmetallurgie. Die Schwerpunkte seiner Arbeit waren Nichteisenmetalle, Ökobilanzen, Energiefragen, Wirtschaftsgeographie und Nachhaltige Entwicklung. Neben seinen akademischen Aufgaben widmete er sich der Arbeit in Industrieunternehmen in den Niederlanden, in Frankreich, Deutschland und Brasilien, wo er zuletzt Vorstandsdirektor der Otto Deutz S.A. in São Paulo war. Seit 1990 war er Herausgeber der Berg- und Hüttenmännischen Monatshefte.

## Ehrungen
- Österreichisches Ehrenkreuz für Wissenschaft und Kunst I. Klasse[3]
- Dr. h. c. der Universität Miskolc[3]
- Georg Agricola-Denkmünze[3]